# لوران لافورگ
لوران لافورگ (انگلیسی: Laurent Lafforgue؛ زادهٔ ۶ نوامبر ۱۹۶۶) دانشمند در زمینه ریاضیات اهل فرانسه است.
وی همچنین برندهٔ جوایزی همچون مدال فیلدز شده‌است.